# Real Time Bidding
Real Time Bidding (RTB), auch Real-Time-Advertising (RTA), ist ein Begriff aus dem Online-Marketing. Es ist ein Verfahren, mit dem Werbungtreibende bei der Auslieferung von Online-Werbemitteln automatisiert und in Echtzeit (engl. real time) auf Werbeplätze bzw. Ad Impressions im Internet bieten können. Pro Ad Impression wird das Werbemittel des jeweils Höchstbietenden ausgeliefert.
Das Verfahren des Real Time Bidding kommt vor allem beim sogenannten Programmatic Advertising zum Einsatz. 

## Ursprung des Real Time Biddings
Real Time Bidding hat seinen Ursprung im Auktionsmodell um Textanzeigen von Google. In den USA gehört Real Time Bidding schon seit geraumer Zeit zu den stark wachsenden Trends des Online-Werbemarktes. Dort vermeldete Forrester Research in einer Studie für das Jahr 2010 einen Umsatz von 353 Millionen US-Dollar über RTB. Im Jahr 2011 soll sich der Umsatz verdoppeln. IDC prognostiziert in einer für den deutschen Real-Time-Advertising-Markt einen Umsatz von 168 Mio. US-Dollar im Jahr 2012. Der Umsatz soll bis 2016 auf 692 Mio. US-Dollar wachsen.

## Funktionsweise
Real Time Bidding ist eine Weiterentwicklung des klassischen Bietprozesses bei der Auslieferung von Online-Werbung durch Adserver. Hier geben Werbungtreibende bereits vor Kampagnenstart generelle Gebote ab, die den Wert ihrer Ad Impressions auf den verschiedenen Websites oder in verschiedenen Werbe-Channels widerspiegeln. Der Adserver bekommt diese Informationen und liefert Werbebanner dann immer auf den Werbeplätzen aus, für die das vorab abgegebene Gebot die der Mitbewerber übersteigt.
Mit Real Time Bidding kann hingegen auf jede einzelne Ad Impression in Echtzeit, also noch während der User die jeweilige Website aufruft, individuell geboten werden – im Grunde wie bei einer Börse. Hier legen die Publisher (Webseitenbetreiber bzw. Verkäufer von Werbeplätzen) fest, welche Werbeflächen sie verkaufen möchten und welchen Mindestpreis sie dafür haben wollen. Anschließend werden die Flächen mit der Real-Time-Bidding-Plattform verlinkt, welche sich um die Auslieferung kümmert.
Beim Prozess des Real Time Biddings wird die durchschnittliche Ladezeit einer Webseite von 2,6 Sekunden ausgenutzt und die Werbeplätze innerhalb von wenigen Millisekunden versteigert. Die Real-Time-Bidding-Plattform ermittelt den Auktionspreis bereits innerhalb von 30 Millisekunden bei durchschnittlich 10 Werbenetzwerken. Dabei werden die Käufer (also die Werbungtreibenden) „gefragt“, zu welchem Preis sie bereit sind, in dieser Sekunde um eine bestimmte Ad Impression zu buhlen. Gesteigert und versteigert wird in der Einheit von Tausend-Kontakt-Preisen (TKP). Zusätzlich können die Werbungtreibenden ein Budget festlegen (pro Tag, pro Woche, pro Monat) und bestimmen, wie viele Einblendungen des jeweiligen Werbemittels sie pro Tag haben möchten.
In den USA entwickelte sich der Bietprozess dahingehend, dass nicht nur der Werbeplatz allein, sondern das Profil des jeweiligen Users mit relevanten Daten sowie das Inhaltsumfeld für die Platzierung von Bedeutung sind. Unternehmen „markieren“ beispielsweise dafür ihre Seitenbesucher und deren Suchanfragen, um diese per „Retargeting“ beim Besuch anderer Webseiten wiederfinden zu können (Weiteres siehe Abschnitt „Vorteile“). Dabei gilt: Je mehr dabei über den Nutzer bekannt ist, desto wertvoller wird diese Ad Impression.
Von technischer Seite betrachtet benötigt RTB neue Technologien, denn die Online-Anzeigen können nicht nur auf Werbemarktplätzen gehandelt werden, sondern auch zwischen sogenannten Demand-Side-Plattformen (beispielsweise Online-Media-Agenturen) und Supply-Side-Plattformen (beispielsweise Werbeflächenanbietern). Möglichst viele Agenturen oder Werbungtreibende müssen hierzu über eine Technologie für Real Time Bidding oder über einen Adserver auf das Inventar eines Publishers zugreifen können, so dass in der Auktion auch wirklich Wettbewerb um die Werbeplätze entsteht. Das zeigt, wie hoch die Anforderungen an die Technik sind, denn diese Prozesse müssen in Echtzeit parallel ermittelt und analysiert werden. Ziel ist es schließlich, den Betrachter einer Website mit genau passender Werbung zu erreichen – wie beim klassischen Targeting.

## Akteure
Auf der einen Seite stellen Publisher (Webseitenbetreiber) über entsprechende Schnittstellen ihr verfügbares Inventar, also ihre Werbeplätze, ein. Auf der anderen Seite geben dann Media-Agenturen oder Werbungtreibende direkt ihre Angebote für die gewünschte Impression ab. Hatten die Media-Agenturen bislang für ihre Kunden manuell bei unterschiedlichen Vermarktern oder direkt bei Publishern Werbeplätze eingekauft, wird dies im Real-Time-Bidding-Prozess automatisiert über Demand-Side-Plattformen (DSPs) abgewickelt. 
Die DSPs ermöglichen es Agenturen wie auch Werbekunden, direkt auf mehrere Supply-Side-Plattformen (SSPs) zuzugreifen. Sie sind aus technischer Sicht Handelsplattformen, welche die Nachfrage von Werbungtreibenden unter einer Oberfläche bündeln, um so den Einkaufspreis von Ad Impressions zu optimieren sowie den Buchungsprozess und die Berichterstattung zu vereinfachen. Dabei bieten sie nicht selbst Werbeflächen an, sondern es wird möglich, die Preise z. B. bei Werbenetzwerken (Ad Networks) und Marktplätzen automatisiert zu vergleichen, eine Buchungsentscheidung zu treffen und an Echtzeit-Auktionen für Werbeplätze aus verschiedenen Quellen teilzunehmen.
In Deutschland sind u. a. Adnologies, AppNexus, Unidesq, Metrigo, RevCloud, Rocketfuel, AdGear, Sociomantic, Spree7 (Mediamath), Turn und YD als Demand-Side-Plattformen aktiv.
Das Pendant zu den Demand-Side-Plattformen sind die Supply-Side-Plattformen (SSPs), die von Publishern eingesetzt werden, um parallel Zugang zu verschiedenen Werbungtreibenden zu erlangen, die dann in Echtzeit auf für sie geeignete Werbekontakte bieten können.
Als Synonym zu Supply-Side-Plattformen wird auch die Terminologie Yield-Optimierer genannt. Hauptsächlich wird das Inventar von Publishern gebündelt und verkauft, welches nicht von deren eigenem Vertrieb vermarktet oder von deren Vermarktern nicht verkauft wird. Ziel ist es, das Inventar zum besten Preis im Sinne des Publishers zu verkaufen und so den Ertrag aus der Websitevermarktung zu erhöhen. Im Gegensatz zu Ad Networks handeln SSPs selbst keine Werbeflächen, sondern treten sozusagen als technischer Mittler auf.
In Deutschland sind u. a. Pubmatic, Rubicon Project, Yieldlab, Improve Digital und AppNexus als Supply-Side-Plattformen aktiv.
Daneben gibt es noch sogenannte Data-Management-Plattformen, welche übergreifend unterschiedliche Daten von Websites zusammenführen können und daraus den Werbetreibenden verfeinertes Zielgruppentargeting, wie zum Beispiel Retargeting oder Behavioral-Targeting, anbieten können. Die Daten stammen dabei entweder aus den eigenen Daten (First Party Data) oder aus dritten Quellen (Third Party Data), z. B. von Online-Vermarktern oder auch Social Networks.

## Vorteile
Durch die Zusammenarbeit der Akteure beim Real Time Bidding entsteht unter anderem der Vorteil, dass Werbungtreibende mit Unterstützung von Optimierungs- und Reportingtechnologien an Flexibilität gewinnen. Sie erhalten so bessere Steuerungsmöglichkeiten für ihre Kampagnen.
Publishern wird es auf der anderen Seite möglich, allgemein höhere Preise für ihre Werbeplätze zu erzielen, wenn für jede einzelne Ad Impression das höchste Gebot gewinnt.
Durch die Verbindung von Real Time Bidding und Methoden des Targetings ergeben sich weitere Vorteile:
- Unternehmen können zum Beispiel beim Real Time Bidding ihre Seitenbesucher und deren Suchanfragen mit Cookies „markieren“ und über Cookie-Matching Services wiedererkennen, wenn sie andere Websites besuchen (Retargeting). In Echtzeit können die Unternehmen dann um die Werbeplätze auf anderen Webpages bieten, um die markierten Besucher erneut gezielt anzusprechen, indem z. B. das zuvor angesehene Produkt beworben wird. Durch diese Erinnerungswirkung kann die Werbewirkung von Kampagnen erhöht werden.[8][17]
- Eine weitere Möglichkeit, bei der Cookies keine Anwendung finden, ist die so genannte „Veredelung“ der gehandelten Ad Impressions mit semantischem Targeting. Dadurch werden User durch die Werbung nur in relevanten redaktionellen Kontexten angesprochen. Durch Real-Time-Advertising können Unternehmen Werbemittel auswählen und aussteuern, die zum Inhalt der jeweiligen Website passen. So kann eine größere Werbewirkung erzielt werden als mit traditioneller nicht kontextsensitiver Werbung.[3]
- Das Wissen, welche Gruppen von Nutzern auf welche Art auf Werbung reagieren und wie die Klickwahrscheinlichkeiten von Nutzern bestimmt werden können, eröffnet erhebliche Optimierungspotentiale bei der individuellen Auslieferung von Online-Werbung. Dies gilt insbesondere, wenn es darum geht, Nutzern ohne Klickinteresse keine weitere Werbung auszusteuern und die Frequenz der Werbeeinblendungen zu bestimmen, mit denen eine optimale Werbewirkung erzielt werden kann.[18]

## Header Bidding
Eine (abgeschwächte) Form des Real Time Biddings ist das Header bidding. Hierbei findet, anders als bei RTB, die Kommunikation nicht zwischen zwei (Ad-)Servern statt. Stattdessen wird auf der Website des Verkäufers ein JavaScript eingebaut, das die Informationen direkt an die Partner (DSP/AdExchanges) sendet und deren Gebot einholt. Dies hat den Vorteil, dass es technisch für den Websitebetreiber vergleichsweise einfach zu implementieren ist und auch mit Ad-Servern zusammenarbeitet, die kein Real Time Bidding unterstützen. Gleichzeitig verlängert sich aber die Seitenladezeit bzw. die Zeit, bis die Werbung geladen ist, teils erheblich, da diese nun abhängig von der Verbindungsgeschwindigkeit des Nutzers ist. Hinzu kommen Nachteile bei der Optimierung von Kampagnen: Da die Gebote des Header Biddings vorab abgefragt werden (müssen), kann den DSP/AdExchanges nicht mitgeteilt werden, welcher Preis ggf. zu überbieten ist, um die Einblendung zu gewinnen. Als Resultat bieten die Käufer ggf. weniger als möglich wäre, was wiederum geringere Einnahmen für den Verkäufer bedeutet.